# Kick Wilstra
Kick Wilstra is een voetballende stripfiguur, die in de jaren 1950 erg populair was in Nederland. De geestelijke vader van Wilstra was Henk Sprenger. De naam Kick Wilstra is een combinatie van de namen van drie bekende voetballers uit die tijd: Kick Smit, Faas Wilkes en Abe Lenstra.
De superspits verscheen voor het eerst in 1949 in een avonturenboek over Ketelbinkie. Vanaf 1952 verschenen de avonturen van Kick Wilstra in de Rotterdamse Ketelbinkiekrant en in het Amsterdamse blad Robs Vrienden. Door dagblad Het Parool zou Wilstra voorgoed bekend worden: dat gaf tussen 1955 en 1960 achttien boekjes met de belevenissen van Kick Wilstra uit.
In 2006 verscheen er een boekje over strips en HFC Haarlem, met de naam 'de klonen van Kick Wilstra'. Het boekje is gedrukt en uitgebracht door Drukkerij Excelsior Haarlem bv.

## Korte 'biografie'
Kick Wilstra werd geboren in het dorp Veendorp. Zijn vader, Fabe Wilstra, was een fanatiek aanhanger van de plaatselijke voetbalclub V.V.V. (Veendorpse Voetbal Vereniging), waar Kick al op jeugdige leeftijd zijn entree maakte. Zijn grootste successen beleefde Kick bij Victoria, de Malton Roovers in Engeland en nog later bij de Italiaanse club Titan. Uiteraard speelde de wonderspits ook een hoofdrol in het Nederlands elftal.
Zowel bij zijn clubs als bij Oranje was Kick de uitblinker als hij in het veld kwam. Zo scoorde hij bij zijn debuut bij Victoria als invaller de winnende goal. Zijn eerste optreden in Oranje leverde een hattrick op.
Kick Wilstra trouwde met zijn jeugdliefde Jannie Robijn. Zij kregen drie kinderen, van wie de voetballende tweelingbroers Rob en Rudi de oudste waren.